# 신 박물관

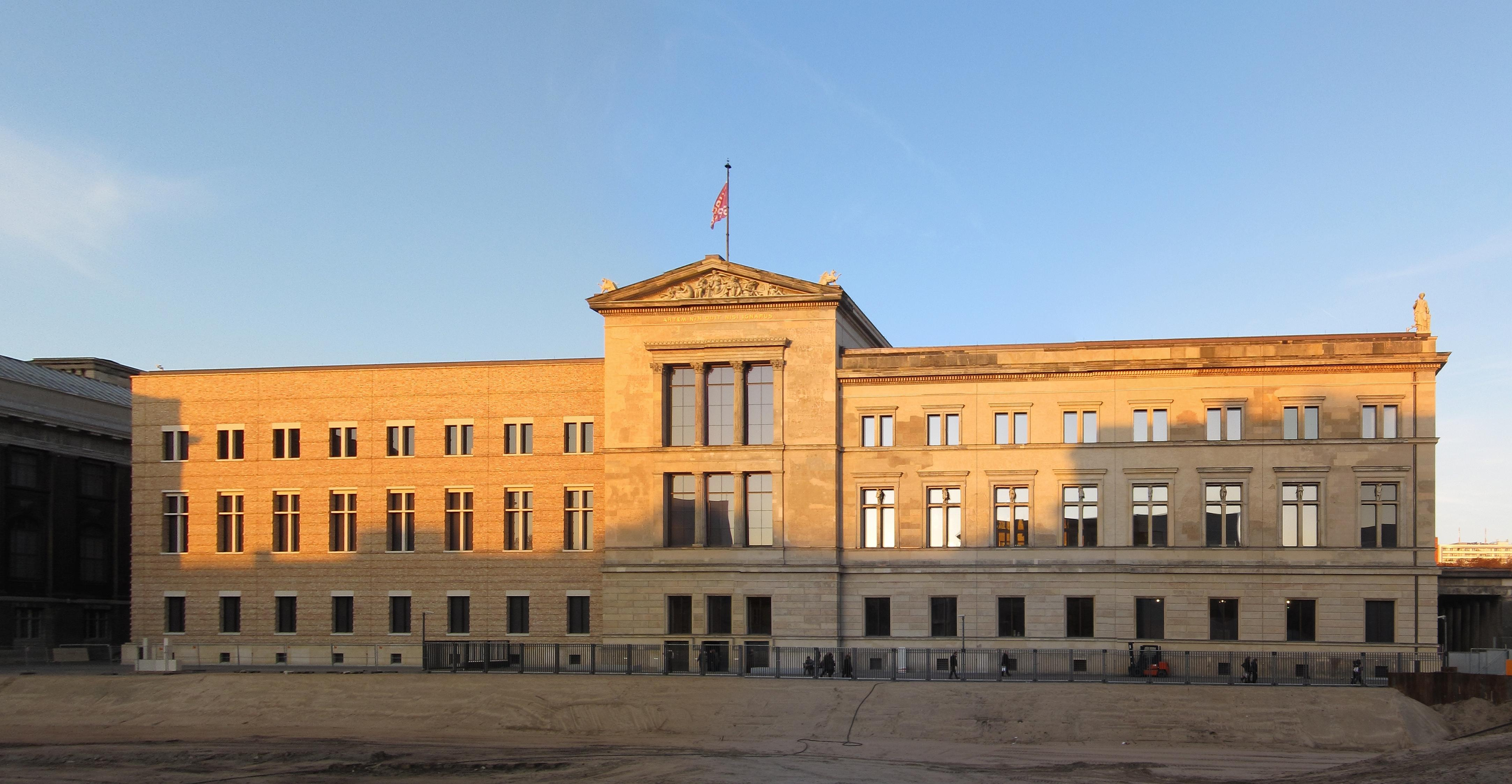
신 박물관

신 박물관(독일어: Neues Museum)은 독일 베를린에 있는 박물관이다.
Friedrich August Stüler의 계획 하에 1843년부터 1855년 사이 건립되었다. 이 박물관은 1939년 제2차 세계 대전을 시작으로 폐쇄되었다가 베를린 공습 중에 상당 부분 파괴되었다. 잉글랜드의 건축가 데이비드 치퍼필드가 재건축을 감독했다. 이 박물관은 2009년 10월 공식적으로 다시 열렸다.